# Olli Happonen
Olli Happonen (* 10. Februar 1976 in Jyväskylä) ist ein ehemaliger finnischer Skispringer und Musiker.

## Werdegang

### Skispringen
Happonen begann in seinem 11. Lebensjahr mit dem Skispringen, war zwischen 1993 und 1997 Mitglied im finnischen A-Kader und startete 1993 auch im Weltcup. Als bestes Resultat im Weltcup ersprang er 1993 im Einzel den 15. Rang (28. März 1993 in Planica), im Team einen Tag vorher den 5. Rang, jeweils auf der Großschanze. Als er keine Spitzenresultate mehr erzielte, wurde Happonen dem finnischen B-Kader zugeordnet und startete bei Wettbewerben des Skisprung-Continental-Cup, wo er in der Saison 1994/1995 vor Martin Höllwarth und Teamkollege Risto Jussilainen die Gesamtwertung gewinnen und damit seinen größten Erfolg feiern konnte.
Außerdem konnte er mit dem finnischen Juniorenteam (bestehend aus: Janne Ahonen, Risto Jussilainen, Janne Väätäinen und Happonen selbst) im Jahr 1992, 1993 und 1994 die Juniorenweltmeisterschaft gewinnen.
Ab 1995 wohnte Happonen in Kuopio und wechselte von seinem Heimatverein Jyväskylän Hiihtoseura zum Verein Puijon Hiihtoseura, da er von 1993 an Teil des finnischen Nationalteams war und sich in Kuopio bessere Trainingsmöglichkeiten boten.
Im Jahr 2000 beendete Happonen seine aktive Karriere, um sich mehr um Privates und Familie zu kümmern.
Außerdem trainierte er nach seinem Karriereende 3 Jahre lang das Skisprungteam der finnischen Junioren.

### Musiker
Neben dem Skisport war es seit seinem fünften Lebensjahr immer Happonens Hobby, Schlagzeug und Violine zu spielen. Über das Skispringen lernte er schließlich seine Kollegen Ville Kantee, Jarkko Saapunki und Jussi Hautamäki kennen, mit denen er heute in der Band The Kroisos als Schlagzeuger aktiv ist und mehrere Single-CDs herausgebracht hat.
Happonen lebt heute mit Frau Niina und seinen zwei Söhnen Rasmus und Roni und Tochter Noora in Jyväskylä, wo er seit Anfang des Jahres gemeinsam mit seinem ehemaligen Teamkollegen Risto Jussilainen einen Arbeitsvermittlungsservice führt.

## Erfolge

### Continental-Cup-Siege im Einzel
| Nr. | Datum             | Ort     | Typ           |
| --- | ----------------- | ------- | ------------- |
| 1.  | 11. Dezember 1993 | Lauscha | Normalschanze |
| 2.  | 1995              | Sprova  | Normalschanze |
| 3.  | 1995              | Sprova  | Normalschanze |

## Statistik

### Weltcup-Platzierungen
| Saison  | Skiflugweltcup | Skiflugweltcup | Gesamt | Gesamt |
| Saison  | Platz          | Punkte         | Platz  | Punkte |
| ------- | -------------- | -------------- | ------ | ------ |
| 1992/93 | –              | –              | 59.    | 001    |

### Grand-Prix-Platzierungen
| Saison | Platz | Punkte |
| ------ | ----- | ------ |
| 1995   | 44.   | 301    |

### Continental-Cup-Platzierungen
| Saison  | Sommer | Sommer | Winter | Winter | Gesamt | Gesamt |
| Saison  | Platz  | Punkte | Platz  | Punkte | Platz  | Punkte |
| ------- | ------ | ------ | ------ | ------ | ------ | ------ |
| 1993/94 | –      | –      | –      | –      | 030.   | 234    |
| 1994/95 | –      | –      | –      | –      | 001.   | 867    |
| 1995/96 | –      | –      | –      | –      | 108.   | 065    |
| 1996/97 | –      | –      | –      | –      | 154.   | 040    |
| 1997/98 | –      | –      | –      | –      | 177.   | 037    |
| 1998/99 | –      | –      | –      | –      | 194.   | 020    |